# ラヴドライブ
ラヴドライブ（LOVE DRIVE）は、1997年に結成され、2012年8月に解散したお笑いコンビ。
過去は「日英同盟」、「家出兄弟」というコンビ名を名乗る。

## メンバー
パルデン（1977年3月6日 - ）
本名は西澤 慈朗（にしざわ じろう）、旧芸名は西澤パルデン。
父親がスコットランド人で母親が日本人。
ボケ担当。立ち位置は向かって左。
ロンドン生まれ、北海道札幌市豊平区育ち。札幌南高等学校定時制卒業。
相撲取りを目指していたが、ダイゴに誘われてお笑い芸人の道に入る。
ネタ時は基本、髷を結うような髪型に袴を着るスタイルにしていたが、その後髪の毛を剃っている。髪を剃ってからは『プリズン・ブレイク』のウェントワース・ミラー（マイケル・スコフィールド役）に似ているとネタにしたことがある。
解散後は芸能界を引退するも、2015年秋頃からお笑いライブに出ている。2018年4月から、まなてぃとのコンビ「板橋区民」を組んで活動。同年5月26日（第1回）から『板橋区民ライブ』を行っている。このコンビ名は、まなてぃと東京都板橋区で家が近所であることから来ている。そのまなてぃと、2018年8月22日に婚姻・入籍。「板橋区民」は夫婦コンビとなる。
ダイゴ（1976年6月22日 - ）
本名は保岡 大剛（やすおか だいご）、旧芸名は保岡ダイゴ。
父親がロシア人で母親が日本人。
ツッコミ担当。立ち位置は向かって右。
北海道札幌市出身、明治大学卒業。
2008年11月に結婚したことを自身のブログに公表している。
相方に「ピロシキ」と呼ばれている。
解散後は芸人を引退し、やすおかだいご名義でボクシング関連のライターや実演販売士をしている。

## ネタ
- 日本&スコットランドのパルデン、日本&ロシアのダイゴの2人のハーフで構成されるコンビ。西麻布ヒルズとともに「ハーフ芸人」の先駆的存在であり、ハーフであることをネタにした自虐的な漫才が特徴。
- ネタ開始時にパルデンが片言で「ミナサン、コンニチハ、パルデンデス」と自己紹介をする。また、ネタ中に「人種差別ですか?」など観客に呼びかけることもある。
- 最後にパルデンが「今日はこの辺でお開きです」と言ってネタを終わっている。

## 人物・エピソード
- 小中学校の同級生で結成。札幌吉本、プロデューサーハウスあ・うん、アミー・パークに所属していた。
- パルデンの実父はスコットランドで有名なフーリガンである。そのため両親は離婚し、実父はフーリガンのブラックリストに載せられ刑務所に何度も入れられたことによりイギリス国外へ出られないとのこと[5]。その後母親が日本人と再婚し、父親の違う妹がいる。パルデンはネタで父親と妹の顔写真を公開したことがある。
- かつてのコンビ名が『日英同盟』だったのは結成当初、ダイゴがハーフであることを知らなかったため。ダイゴ自身も成人してから実母に「実はあなたのお父さんはロシア人なのよ」と言われるまでハーフであることを知らなかった[6]。
- 2人とも「北の国から」の大ファン。お互い連続ドラマ、SPドラマ、共に何度も見返していることを自身のフリートークライブなどで公言している。2009年8月22日、「北の国から」好きの芸人を集め、「北の国から」をテーマに第1回目のトークライブを開催した[7][8]。また、パルデンは「男はつらいよ」シリーズが好きという[6]。
- ダイゴはボクシング観戦好きで[6]、ブログでも選手についてや観戦記を書くことが多い[9]。
  - スポーツナビ+にて、ボクシング関連のことだけを綴るブログ『お笑い芸人ラヴドライブ ダイゴの大好きボクシング!』を書いていた。
  - 高崎ジムの新井恵一選手とは親交が深い[10]。
- 2人とも野球が好き（ダイゴは読売ジャイアンツ[11]、パルデンは広島東洋カープファン[12]）。
- パルデンは新宿職安通りのドン・キホーテでバイトしていた事を時々ネタにしていた（2007年当時）[13]。

## 出演番組
- 爆笑オンエアバトル（NHK総合） 戦績3勝7敗 最高485KB
  - 初オンエアは2007年1月26日放送回。この回では常勝組を抑えてトップ合格を果たしている。
  - 2007年11月30日放送回～2008年9月4日放送回まで3回連続で385KBを記録している。3回連続で同一KBを記録しているのは彼らとBコース(2007年2月9日放送回～2007年9月21日放送回まで3回連続で453KB)しか達成していない。[14]
- オンバト+（NHK総合） 戦績0勝3敗 最高377KB
- エンタの神様（日本テレビ） キャッチコピーは「蛇行するCooRow船（くろふね）」
- 爆笑レッドカーペット（フジテレビ） キャッチコピーは「ハーフ&ハーフ」
- キッザニアTV（BSフジ） - キッザニア・エコ探検隊
- 関根&優香の笑うシリーズ（テレビ朝日）
- 神さまぁ〜ず（TBSテレビ） - 2007年12月18日、パルデンのみ
- Pooh!（TBSテレビ）
- 号外!!爆笑大問題（テレビ東京）
- お笑い登龍門 ガッハ（フジテレビ721） - 第14回